# Huqiu
Huqiu (chinesisch 虎丘区, Pinyin Hǔqiū Qū) ist ein Stadtbezirk der bezirksfreien Stadt Suzhou in der ostchinesischen Provinz Jiangsu. Er hat eine Fläche von 258 km² und zählt 572.071 Einwohner (Stand: Zensus 2010).

## Administrative Gliederung
Auf Gemeindeebene setzt sich der Stadtbezirk aus vier Straßenvierteln und drei Großgemeinden zusammen. 